# 젠 센터
젠 센터는 선불교 사찰의 한 종류이다. 원래는 동양의 선찰(禪刹), 선사(禪寺), 젠도를 의미하는 젠 템플이 있었으나, 젠 센터는 서양에서 처음 생긴 용어이다.
미국의 젠 센터는 대부분 주거용 큰 집을 개조하여 사용한다. 동양의 전통을 따라, 신발을 벗고 들어간다.

## 갤러리

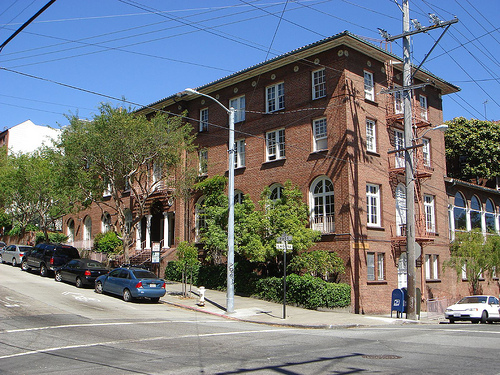
샌프란시스코 젠센터
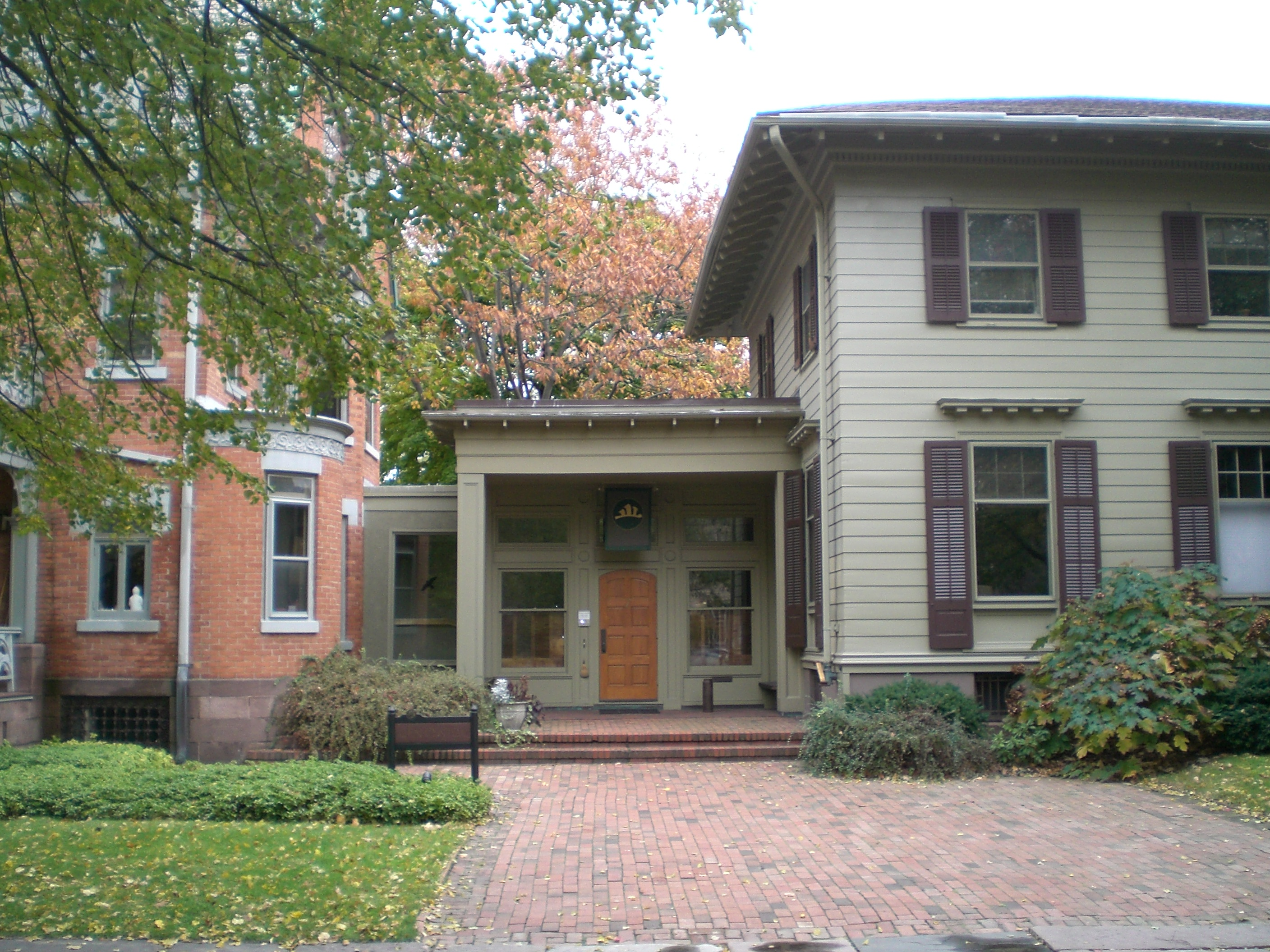
로체스터 젠센터
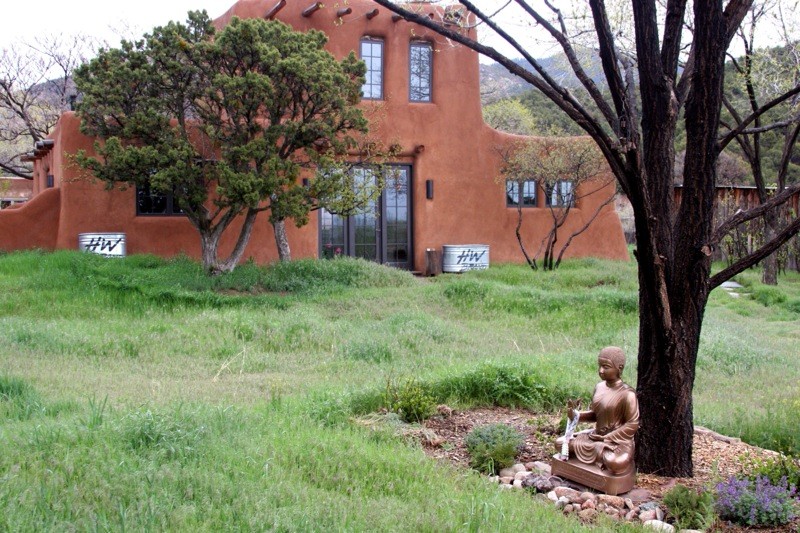
뉴멕시코의 우파야 젠센터
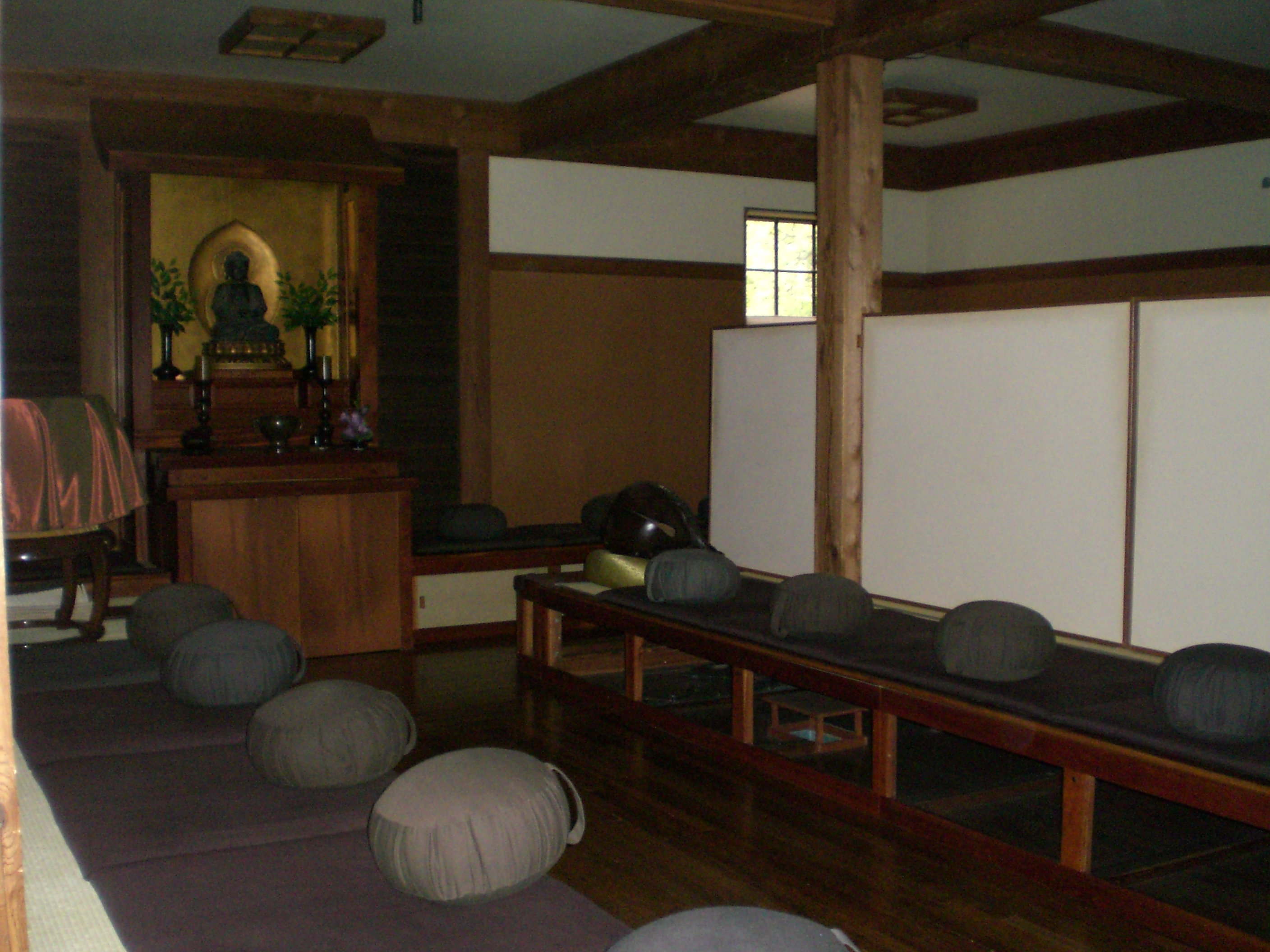
RZC 젠도

## 같이 보기
- 미국 선불교 연대표